# DNA (canción de Empire of the Sun)
DNA es una canción del dúo australiano de música electrónica Empire of the Sun. Fue lanzado como el segundo sencillo de su segundo álbum de estudio, Ice on the Dune el 5 de septiembre de 2013.

## Lista de canciones
| Descarga digital |        |          |  |
| N.º              | Título | Duración |  |
| 1.               | «DNA»  | 3:54     |  |

| Remixes EP |                                 |          |  |
| N.º        | Título                          | Duración |  |
| 1.         | «DNA» (Calvin Harris Remix)     | 3:37     |  |
| 2.         | «DNA» (Alex Metric Remix)       | 5:41     |  |
| 3.         | «DNA» (Brodinski Remix)         | 4:33     |  |
| 4.         | «DNA» (Yuksek Remix)            | 4:52     |  |
| 5.         | «DNA» (Ta-Ku Remix)             | 3:32     |  |
| 6.         | «DNA» (The Aston Shuffle Remix) | 6:16     |  |

## Posición en las listas

### Gráficos semanales
| Gráfico (2013)              | Posición |
| --------------------------- | -------- |
| Belgium (Ultratip Flanders) | 26       |

### Gráficos de fin de año
| Gráfico (2013)                            | Posición |
| ----------------------------------------- | -------- |
| US Hot Dance/Electronic Songs (Billboard) | 88       |